# Dodge
Dodge je američki proizvođač automobila, jednovolumena i terenaca. Osim u Americi vozila se prodaju i u preko 60 drugih zemalja svijeta uključujući Aziju, Australiju i Europu. Na tržište dolaze preko FCA US LLC tvrtke.
Tvrtka je osnovana pod nazivom Dodge Brothers Company 1900. godine za opskrbu dijelova i sklopova tada Detroitove rastuće automobilske industrije. Dodge je svoja kompletna vozila počeo izrađivati 1914. godine. Nakon smrti braće Dodge, opala je proizvodnja vozila. Godine 1925. Walter Chrysler je preuzeo Dodge. Tijekom Drugog svjetskog rata Dodge je proizvodio vozila za američku vojsku. Kasnije Dodge ulazi u suradnju s Chryslerom. Sada je dio Chrysler Group LLC kompanije koja ima savez s Fiatom, gdje planiraju razviti Dodge, Chrysler i Jeep.

## Povijest

### Osnutak
Nakon osnivanja Dodge Brothers Company Horacea i Johna Dodgea 1900. godine, tvrtka bazirana u Detroitu brzo je pronašla posao kao proizvodnju motora i šasija za gradsku rastuću automobilsku industriju. Glavni među klijentima su bili Olds Motor Vehicle Company i tada novi Ford Motor Company. Braća Dodge su u tome bili uspješni, pa su htjeli proizvoditi vlastita kompletna vozila. John Dodge je 1913. godine izjavio da je umoran od toga da bude sluga Henryja Forda.

## Modeli

### Aktualni modeli
- Avenger (1995. - danas)
- Caliber (2006. – danas)
- Caravan (1984. – danas)
- Challenger (1970. - danas)
- Charger (2005. – danas)
- Durango (1998. - danas)
- Journey (2008. – danas)
- Nitro (2006. – danas)
- Viper (1992. - danas)

### Povijesni modeli
- 100 "Commando" (1970. – 1980.)
- 330 (1963. – 1964.)
- 400 (1982. – 1983.)
- 50 Series (1979. – 1993.)
- 500 (1964. – 1970.)
- 600 (1983. – 1988.)
- A100 (1964. – 1970.)
- Aries (1981. – 1989.)
- Aspen (1976. – 1980.)
- B Series (1948. – 1953.)
- C Series (1950. – 1960.)
- Charger (B-body) (1966. – 1978.)
- Charger (L-body) (1983. – 1987.)
- Colt (1971. – 1994.)
- Coronet (1949. – 1976.)
- Custom 880 (1962. – 1965.)
- D Series (1961. – 1993.)
- Dart (1960. – 1976.)
- Daytona (1984. – 1993.)
- Diplomat (1977. – 1989.)
- Dynasty (1988. – 1993.)
- Intrepid (1993. – 2004.)
- La Femme (1955. – 1956.)
- Lancer (1955. – 1989.)
- Magnum (1978. – 2008.)
- Mirada (1980. – 1983.)
- Monaco (1965. – 1992.)
- Neon (1995. – 2005.)
- Omni 024 (1979. – 1982.)
- Omni (1978. – 1990.)
- Phoenix (1960. – 1973.)
- Polara (1960. – 1973.)
- Power Wagon (1945. – 1980.)
- Ram 50 (1979. – 1996.)
- Ram Van (1971. – 2003.)
- Ramcharger (1974. – 2001.)
- Rampage (1982. – 1984.)
- Shadow (1987. – 1994.)
- Sierra (1955. – 1956.)
- Spirit (1989. – 1995.)
- Sprinter (2004. – 2009.)
- SRT-4 (2003. – 2005.)
- St. Regis (1979. – 1981.)
- Stealth (1991. – 1996.)
- Stratus (1995. – 2006.)
- Town Wagon (1954. – 1966.)
- WC (1940. – 1945.)

## Poveznice
- Popis proizvođača automobila
- Street and Racing Technology
- Plymouth
- Chrysler Gruop LLC
- Ram Trucks

## Vanjske poveznice
- Dodge - Sjedinjene Američke Države  Arhivirana inačica izvorne stranice od 31. kolovoza 2010. (Wayback Machine)
- Dodge - Kanada
- Dodge - Meksiko
- Dodge - Italija
- Dodge - Turska  Arhivirana inačica izvorne stranice od 28. kolovoza 2011. (Wayback Machine)